# Ta’ Cisju Farmhouse
Ta’ Cisju Farmhouse – XVIII-wieczny dom wiejski w Naxxar na Malcie. Gospodarstwo zostało zbudowane w 1730 roku, za panowania Zakonu św. Jana, na obszarze znanym jako Ħal Muselmiet. Według Rady Lokalnej Naxxar budynek jest najstarszym gospodarstwem tego typu na tym obszarze. Budynek ma wernakularną budowę z tradycyjną maltańską architekturą. Gospodarstwo było wykorzystywane do celów rolniczych, obecnie jest budynkiem mieszkalnym.

## Lokalizacja
Farma Ta’ Cisju znajduje się na obszarze znanym jako Ħal Muselmiet. Obszar ten został tak nazwany w okresie arabskich rządów na Malcie, a dosłownie oznacza „wioskę muzułmanów”. Dom wiejski nie ma bezpośredniego związku z okresem arabskim, ale pola uprawne na tym obszarze rozwinęły się za czasów Arabów. Budynek znajduje się tuż przy głównej drodze w Naxxar, która prowadzi do San Pawl tat-Targa. Dom znajduje się na tym samym obszarze co Hompesch Hunting Lodge, oba domy mają przed sobą ten sam publiczny ogród. Niedaleko farmy znajduje się wieża Gauci i wieża Kapitana, które zostały zbudowane wcześniej niż Ta’ Cisju Farmhouse. Kiedy go zbudowano, był otoczony polami uprawnymi, ale większość obszaru jest dziś zurbanizowana, choć niektóre pola w pobliżu budynku nadal istnieją. Farmhouse stał się budynkiem narożnym, ponieważ obok niego zbudowano drogi.

## Historia
Od czasów arabskich obszar ten był żyzną okolicą i do dziś znajduje się tu wiele pól uprawnych. Podczas panowania arabskiego na tym terenie powstała wioska. Obszar ten był wielokrotnie atakowany z morza przez korsarzy, i z tego powodu osiedlanie się na tym obszarze było niepopularne wśród mieszkańców wyspy. Mimo że w okolicy znajduje się wieża Gauci (zbudowana przez Francesco Gauciego w 1548 r.), a rycerze św. Jana zbudowali wieżę Kapitana, aby jeszcze bardziej wzmocnić ochronę społeczności rolniczej, obie dawały pewną ochronę kiedy dom został zbudowany. Działo się tak, ponieważ pod koniec XVII wieku zakon św. Jana zbudował wieże Wignacourta, wieże Lascarisa i wieże De Redina. Służyły one społeczności, w tym farmie Ta’ Cisju, jako lepsza obrona, zapewniając w ten sposób dobrobyt wioski.

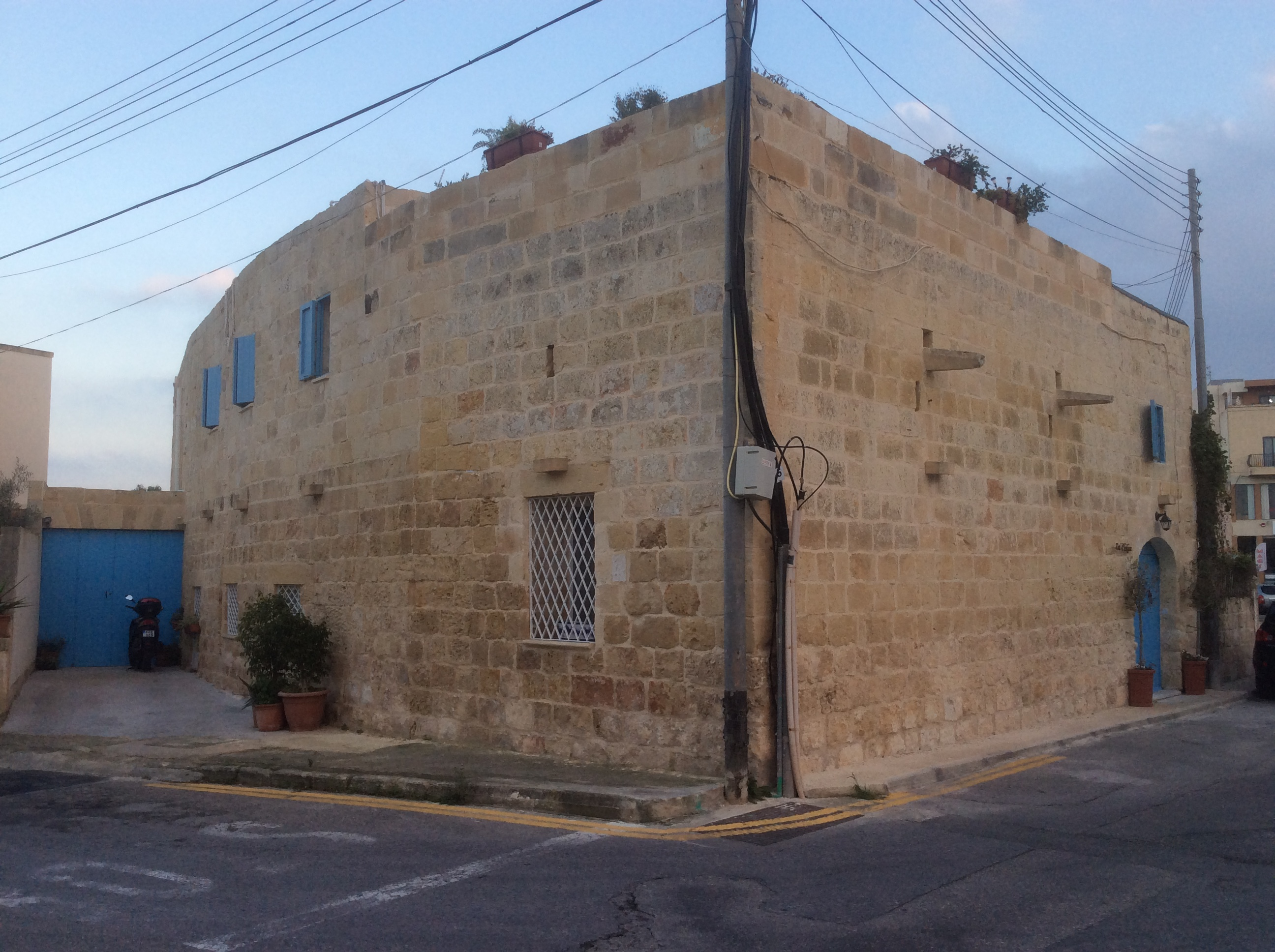
Dziś Ta’ Cisju Farmhouse jest budynkiem narożnym

Pola uprawne mają bezpośredni związek z budową domu, który służył on jako budynek polny dla rolnika lub rolników, którzy uprawiali ziemię na tym terenie. Ziemie te stanowiły żyzne grunty dla kilku rodzin, żyjące tam w XVIII wieku. Jest to prawdopodobnie jedna z pierwszych budowli tego typu wzniesionych na tym obszarze i jest nadal znana jako „najstarszy dom wiejski” w Naxxar. Uważa się, że dom ten został zbudowany w 1730 roku. Data ta jest wypisana na fasadzie w pobliżu okna na pierwszym piętrze.
Naxxar zaczął się rozwijać w miejscowość, jaką znamy dzisiaj, w okresie brytyjskim, ponieważ w czasach rycerzy był to głównie obszar rolniczy i strefa łowiecka. W czasach brytyjskich gospodarstwo stało się domem mieszkalnym i zostało wyposażone w elektryczność. Część pomieszczeń z tyłu domu najwyraźniej dobudowano, prawdopodobnie po to, aby uczynić go wygodną rezydencją, ale co istotne, oryginalny budynek był konserwowany, i został odnowiony w jakimś czasie na początku XXI wieku. Gospodarstwo nazywa się teraz „Ta’ Cisju”; nazwa ta nie ma związku historycznego, i w konsekwencji nie występuje w żadnej literaturze aż do początku XXI wieku.

## Architektura

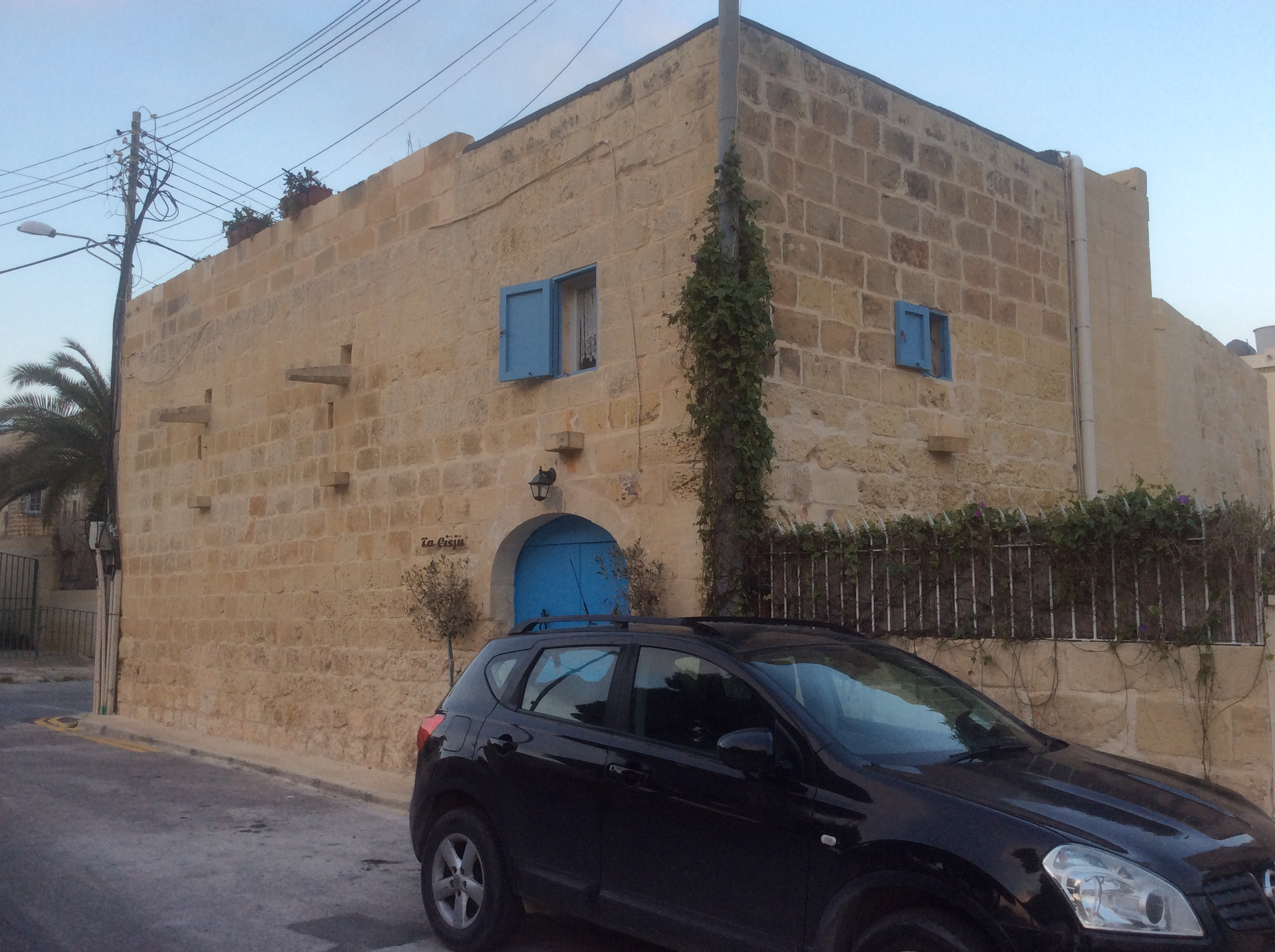
Ta’ Cisju Farmhouse jest w dobrym stanie

Ta’ Cisju Farmhouse jest dobrym przykładem maltańskiego tradycyjnego budownictwa rolniczego. Przybiera formę skromnej architektury wernakularnej. Został zbudowany dla potrzeb rolniczych w roku 1730, z pewnym możliwym wpływem budownictwa zakonu św. Jana, ale z jego opisu wynika, że jest w dużej mierze tradycyjny. W ostatnim czasie (po roku 2000) dobudowano na tyłach budynku częśćkilka pomieszczeń o zbliżonej charakterystyce. Na niższej kondygnacji zostało wybite duże okno, co w konsekwencji doprowadziło do utraty części XVIII-wiecznej kamieniarki. Widać to na zdjęciach wykonanych przed i po odnowieniu i przebudowie nieruchomości. Dziś farma jest domem mieszkalnym i ma nowoczesne udogodnienia. Dom jest w dobrym stanie zachowania. Budynek ma typowe tradycyjne cechy, podobne do innych domów wiejskich w Naxxar, takie jak: szerokie łukowate wejście (remissa), małe okno na pierwszym piętrze (pierwsze piętro jest tradycyjnie znane jako Għorfa), rzygacze na zewnątrz, wapienne płyty i inne.